# Bogusław Mamiński
Bogusław Mamiński, född den 18 december 1955 i Kamień Pomorski, är en polsk före detta friidrottare som tävlade i hinderlöpning.
Mamińskis främsta merit är silvret från det första världsmästerskapet 1983 på 3 000 meter hinder. Han blev även silvermedaljör vid EM året innan i Aten på samma distans. Han misslyckades att ta sig till finalen vid VM 1987. Däremot var han i final vid Olympiska sommarspelen 1988 i Seoul då han slutade på åttonde plats.

## Personliga rekord
- 3 000 meter hinder - 8.09,18 från 1984